# نيكولاي ميتيا
نيكولاي ميتيا (بالرومانية: Nicolae Mitea)‏ (24 مارس 1985 بوخارست الأفلاق - ) هو لاعب كرة قدم روماني، يلعب كمهاجم.

## روابط خارجية
- نيكولاي ميتيا على موقع قاعدة بيانات كرة القدم.إي يو (الإنجليزية)
- نيكولاي ميتيا على موقع ناشيونال فوتبول تيمز (الإنجليزية)
- نيكولاي ميتيا على موقع Soccerway.com (الإنجليزية)
- نيكولاي ميتيا على موقع عالم كرة القدم.نت (الإنجليزية)